# Saturate
Saturate – debiutancki album zespołu Breaking Benjamin wydany 27 lipca 2002.

## Lista utworów
1. „Wish I May” – 3:59
2. „Medicate” – 3:46
3. „Polyamorous” – 2:57
4. „Skin” – 3:21
5. „Natural Life” – 4:00
6. „Next to Nothing” – 3:44
7. „Water” – 4:13
8. „Home” – 3:38
9. „Phase” – 4:31
10. „No Games” – 3:36
11. „Sugarcoat” – 3:39
12. „Shallow Bay” – 4:05
13. „Forever” – 3:55